# デメトリオス1世ソテル
デメトリオス1世ソテル（古代ギリシャ語: Δημήτριος Α΄ Σωτήρ, ラテン文字転写: Dimítrios I Sotír, 紀元前187年 - 紀元前150年6月）は、セレウコス朝シリアの第10代王（在位：紀元前162年 - 紀元前150年）。

## 生涯
セレウコス4世とその妃であったラオディケ4世の間の三男として生まれる。人質としてローマに送られたため、父王の没後はすぐに即位できず、その叔父のアンティオコス4世が王位についた。紀元前162年、ポリュビオスの支援を受けたデメトリオスはローマから逃亡してシリアに戻り、アンティオコス4世の死後にローマ元老院の支持を受けて王位についていた従弟のアンティオコス5世とその摂政であった将軍のリュシアスを処刑して即位した。
メディアのサトラップであったが王を僭称し独立を宣言したティマルコスを打倒し、バビロニア人をその専制から解放した。デメトリオス1世はバビロニア人から「ソテル」（古代ギリシア語: Σωτήρ、救世主）の称号を奉られている。カッパドキアの王であったアリアラテス5世も打ち破り、マカバイ戦争でユダ・マカバイを戦死に追いやってシリアを自らの元に統一した。妃のラオディケは、全血姉妹のラオディケ5世である可能性がある。
紀元前150年、アンティオコス4世の財務長官であったヘラクレイデス（ティマルコスの兄弟）は、アンティオコス4世の子とされるアレクサンドロス・バラスを擁立し、ローマ元老院の支持を得て挙兵した。デメトリオス1世は反乱軍に敗北して殺害された。

## 参考書籍
- Richard R. Losch (2008-5-13). All the People in the Bible: An A-Z Guide to the Saints, Scoundrels, and Other Characters in Scripture. Wm. B. Eerdmans Publishing. ISBN 978-0802824547
- M. Rahim Shayegan (2011-9-15). Arsacids and Sasanians: Political Ideology in Post-Hellenistic and Late Antique Persia. Cambridge University Press. ISBN 978-0521766418

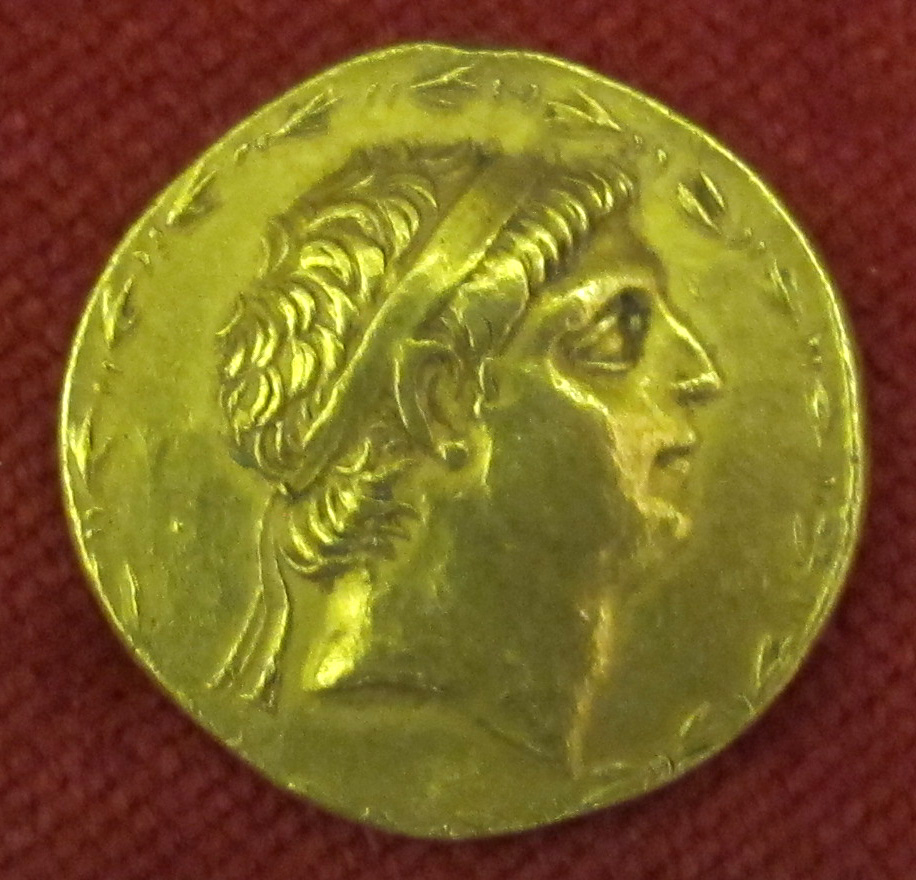
デメトリオス1世を象った金貨（フィレンツェ国立考古学博物館蔵）